# 안젤로 도멘기니
안젤로 도멘기니(이탈리아어: Angelo Domenghini ˈandʒelo domeŋˈɡiːni[*], 1941년 8월 25일, 롬바르디아 주 랄리오 ~)는 이탈리아의 축구 감독이자 전직 축구 선수로, 현역 시절 공격수나 우측면 공격수, 스트라이커로 활약했다. 그는 창의적인 역할을 주로 맡았지만, 골냄새를 잘 맡았고, 기술적으로도 우수해, 가속력, 민첩함과 결합해, 1대1 상황에서 공을 잡고 상대를 제압하는데 일가견이 있었다. 그는 이탈리아 국가대표팀 일원으로 유로 1968 우승과 1970년 월드컵에서 준우승을 거두었는데, 그는 두 대회에 모두 결승전에 출전했다.
감독으로서, 그는 데르토나 지휘봉을 4번 잡은 것과 토레스를 1983-84 시즌 초에 지도한 것을 비롯해 여러 구단의 감독을 역임하기도 했다.

## 클럽 경력

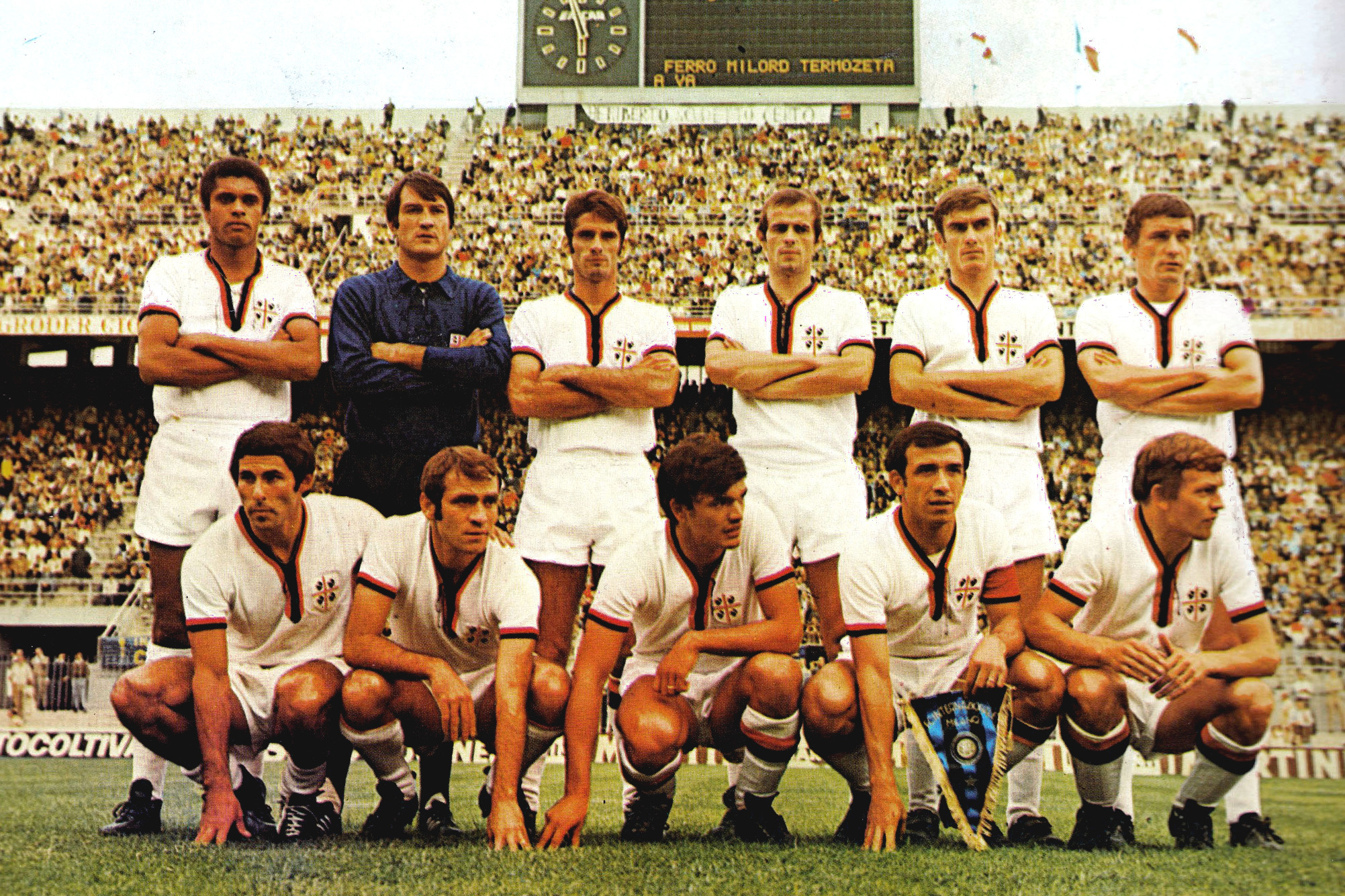
1969-70 시즌 리그를 제패한 칼리아리 선수단의 도멘기니(뒷줄 왼쪽에서 3번째), 산 시로에서의 경기를 앞두고 촬영

베르가모 도 랄리오 출신으로, 그는 1960년에 인근 아탈란타에서 프로 무대에 입문해 1963년에는 코파 이탈리아를 우승했고, 그 시즌 토리노와의 결승전 해트트릭을 포함해 5골로 이 대회 득점왕에 올랐다. 그는 이후, 1964년에 인테르나치오날레에 입단해 엘레니오 에레라의 명망 높은 "위대한 인테르" 선수단의 일원이 되었다. 그는 흑청 군단 소속으로 164번의 경기에 출전해 54골을 기록했고, 세리에 A를 2번, 인터콘티넨털컵을 2번, 그리고 유러피언컵을 1번 우승했다.
그는 이후 칼리아리로 이적해 지지 리바, 세르조 "보보" 고리와 힘을 합쳐 전설적인 삼각 편대를 구성했고, 도멘기니의 합류 첫 해인 1969-70 시즌에 리그 정상에 올랐다. 그는 이후 1973-74 시즌에 로마에서 뛰었고, 1974년에는 세리에 B의 엘라스 베로나로 이적해 2년 몸담았고, 이듬해에는 세리에 A 승격을 이룩했다. 그는 포자에서 세리에 A 마지막 시즌을 보내고 세리에 C의 하부 리그에서 선수 생활을 이어나갔는데, 올비아에서 1년, 세리에 C1의 트렌토에서 1년 더 보내고 1979년에 은퇴했다. 그는 도합하여 세리에 A에서 390경기 출전해 98골을 기록했다.

## 국가대표팀 경력

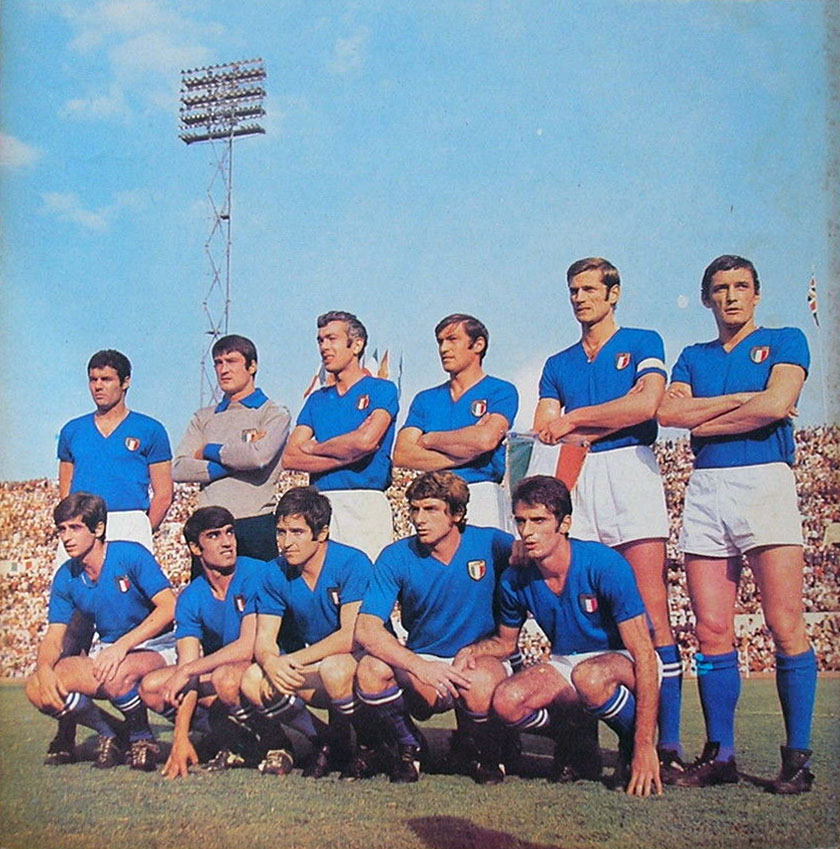
1969년, 이탈리아 국가대표팀의 도멘기니(앞줄 맨 오른쪽)

도멘기니는 1963년부터 1972년까지 이탈리아 국가대표팀 경기에 33번 출전해 8골을 기록했다. 그는 안방에서 열린 유로 1968에 자국을 대표로 출전해 대회 결승전에 출전했는데, 그는 80분에 유고슬라비아를 상대로 80분에 0-1로 끌려가는 와중에 강력한 프리킥으로 동점골을 기록했다. 이 골은 이탈리아의 유럽 선수권 대회 1호골이 되었다. 이탈리아는 재경기 끝에 2-0으로 이기면서 첫 유럽 선수권 대회 우승을 거두었다. 도멘기니는 이 대회의 활약상으로 훗날 대회의 팀에 이름을 올렸다.
그는 이후 1970년 월드컵에도 자국 선수단 일원으로 참가해 스웨덴과의 조별 리그 1차전에서 1-0 결승골을 넣어 토너먼트전 진출에 일조했다. 이탈리아는 이 대회에서 결승전까지 올랐지만 브라질에 1-4로 패해 준우승에 만족해야 했다.

## 수상

### 클럽
아탈란타
- 코파 이탈리아: 1962–63

인테르나치오날레
- 세리에 A: 1964–65, 1965–66
- 유러피언컵: 1964–65
- 인터콘티넨털컵: 1964, 1965

칼리아리
- 세리에 A: 1969–70

### 국가대표팀
이탈리아
- 유럽 선수권 대회: 1968
- 월드컵 준우승: 1970

### 개인
- 코파 이탈리아 득점왕: 1962–63[4]
- 유럽 선수권 대회의 팀: 1968[9]